# Henri Mathon de Fogères
Pour les articles homonymes, voir Mathon.
Henri Mathon de Fogères est un homme politique français né le 5 mai 1806 à Bourg-Argental (Loire) et décédé le 21 novembre 1864 à Lyon (Rhône).
Avocat en 1829, il est député de la Loire de 1846 à 1848, siégeant dans l'opposition.

## Sources
- « Henri Mathon de Fogères », dans Adolphe Robert et Gaston Cougny, Dictionnaire des parlementaires français, Edgar Bourloton, 1889-1891 [détail de l’édition]